# Клеман, Филипп
Филипп Клеман (фр. Philippe Clement; род. 22 марта 1974, Антверпен) — бельгийский футболист и футбольный тренер.
В качестве игрока известен по выступлениям за «Брюгге» и сборную Бельгии. Участник чемпионата мира 1998, а также чемпионата Европы 2000.

## Клубная карьера
Клеман — воспитанник клуба «Беерсхот», за который дебютировал в 1992 году. В родной команде провёл три сезона. В 1995 году перешёл в «Генк», с которым выиграл Кубок Бельгии.
В 1998 году Клеман перешёл в английский «Ковентри Сити». Сумма трансфера составила 625 тыс. фунтов. 7 ноября в матче против «Блэкберн Роверс» он дебютировал в английской Премьер-лиге. В Англии Филипп сыграл в 12 матчах, после чего вернулся на родину.
Летом 1999 года Клеман перешёл в «Брюгге». В этом клубе он провёл наиболее яркий отрезок своей карьеры. Филипп дважды выиграл Жюпиле Лигу, а также Кубок и Суперкубок Бельгии. За «Брюгге» провёл 256 матчей и забил 38 голов.
В 2009 году Филипп вернулся в родной «Беерсхот», где завершил карьеру после двух сезонов.

## Международная карьера
В 1998 году Клеман был включен в заявку национальной команды на участие в чемпионате мира в Франции. На турнире Филипп дебютировал за национальную команду в матче против сборной Нидерландов, а также принял участие в поединке против Южной Кореи.
В 2000 году Клеман принял участие в домашнем чемпионате Европы. На турнире он не сыграл ни одной встречи.
На чемпионате мира 2002 года Клеман не сыграл из-за травмы.
7 июня 2003 года в матче квалификационного раунда чемпионата Европы 2004 против сборной Болгарии он забил свой первый гол за национальную команду.

## Тренерская карьера
Вскоре после окончания игровой карьеры Клеман вошёл в тренерский штаб «Брюгге», где сначала работал с молодёжной командой, а затем стал ассистентом главного тренера. Дважды непродолжительное время был исполняющим обязанности главного тренера.
Летом 2017 года начал самостоятельную тренерскую карьеру, возглавив клуб «Васланд-Беверен». Менее чем через полгода был назначен главным тренером клуба «Генк», который в 2019 году привёл к титулу чемпионов Бельгии. В июле 2019 года возглавил «Брюгге», с которым выиграл ещё два чемпионских титула.
3 января 2022 года возглавил «Монако», подписав контракт до 30 июня 2024 года. 4 июня 2023 года был отправлен в отставку.
15 октября 2023 года назначен главным тренером «Рейнджерс». Контракт подписан на 3,5 года.

## Тренерская статистика
| Команда         | Начало работы   | Завершение работы | Показатели | Показатели | Показатели | Показатели | Показатели |
| Команда         | Начало работы   | Завершение работы | М          | В          | Н          | П          | % побед    |
| --------------- | --------------- | ----------------- | ---------- | ---------- | ---------- | ---------- | ---------- |
| Васланд-Беверен | 1 июля 2017     | 18 декабря 2017   | 22         | 9          | 4          | 9          | 040,91     |
| Генк            | 18 декабря 2017 | 30 июня 2019      | 82         | 47         | 20         | 15         | 057,32     |
| Брюгге          | 1 июля 2019     | 3 января 2022     | 127        | 73         | 30         | 24         | 057,48     |
| Монако          | 3 января 2022   | 4 июня 2023       | 73         | 37         | 15         | 21         | 050,68     |
| Рейнджерс       | 15 октября 2023 |                   | 32         | 25         | 4          | 3          | 078,13     |
| Итого           | Итого           | Итого             | 342        | 193        | 74         | 75         | 056,43     |

## Достижения
В качестве игрока
 «Генк»
- Обладатель Кубка Бельгии: 1997/98

 «Брюгге»
- Чемпион Бельгии (2): 2002/03, 2004/05
- Обладатель Кубка Бельгии (3): 2001/02, 2003/04, 2006/07
- Обладатель Суперкубка Бельгии (4): 2002, 2003, 2004, 2005

В качестве тренера
 «Генк»
- Чемпион Бельгии: 2018/19

 «Брюгге»
- Чемпион Бельгии (2): 2019/20, 2020/21
- Обладатель Суперкубка Бельгии: 2021